# Reverso
Reverso — вебсайт, який спеціалізується на автоматизованому перекладі та допомоги у вивченні мови. Сайт пропонує онлайн-словники, переклад у контексті, перевірку орфографії, пошук синонімів та засоби граматичного відмінювання.
Сайт підтримується французькою компанією Reverso-Softissimo.

## Функціональність
Набір лінгвістичних інструментів Reverso приваблює більше 40 мільйонів унікальних користувачів щомісяця, і включає різні мобільні та вебзастосунки для перекладу та навчання мови. Ці сервіси підтримують різні мови, серед яких українська, англійська, французька, іспанська, італійська, російська та інші. В основному функціональність доступна безкоштовно та без обов'язкової реєстрації.
Крім вебсайту та мобільних додатків для Android та iOS, Reverso пропонує розширення для браузерів Firefox та Chrome.
Reverso Context — це мобільний та вебдодаток, що поєднує дані з різних багатомовних корпусів з метою пошуку перекладу в контексті. Продукт в основному використовує тексти з фільмів, книг та урядових документів, дозволяючи користувачеві отримати переклад, що враховує особливості мови, а також синоніми та голосове озвучення. Крім того, додаток надає можливості навчання мов, включаючи картки для запам'ятовування, згенеровані на підставі слів у реченнях-прикладах.
Reverso Dictionary пропонує загальнодоступні перекладні та тлумачні словники з можливістю для користувачів залишити відгук або запропонувати свій переклад.
Reverso Localize дозволяє перекладати документи, сайти, комп'ютерні та мобільні програми, а також структуровані дані (наприклад, бази даних), зберігаючи їх структуру та зовнішній вигляд.
Крім того, присутня функціональність для відмінювання дієслів, перевірки орфографії, а також граматичний довідник для тих, хто вивчає мови.

## Історія
Reverso був вперше випущений у червні 1998 року з метою надання машинного перекладу в парі французько-німецький.
В 1999 році офіційно додано підтримку перекладу з французької на англійську і назад, і Reverso обирають різні компанії та організації, такі як: Compaq, France Telecom, Axa, французька армія, а також Департамент культури Франції.
У 2013 році було випущено Reverso Context. Цей сервіс використовує великі набори даних та машинне навчання для надання перекладу у контексті в межах двох мов.
У 2016 році компанія Reverso поглинувши Fleex, сервіс для вивчення англійської через фільми з субтитрами. Спочатку використовуючи Netflix, Fleex розширив пропозицію до використання YouTube, конференції TED, а також користувальницьких відеофайлів.
У 2018 році було випущено мобільний додаток, що поєднує функції машинного перекладу та допомоги вивчаючи мову.

## Див.також
- Linguee
- Татоеба
- ABBYY Lingvo Live (веб-версія ABBYY Lingvo)